# Melvin King
Melvin Jalka King (* 18. November 1985) ist ein liberianischer Fußballtorhüter.

## Karriere

### Verein
Er spielte in Liberia bei Bosco United SA, Shoes FC und Gedi & Sons Monrovia. Im ersten Halbjahr 2007 stand er bei Séwé Sport de San-Pédro in der Elfenbeinküste unter Vertrag. Dann kehrte er zurück in sein Heimatland und war bis 2010 bei Invincible Eleven. Anschließend wechselte er nach Ghana zu Ashanti Gold.

### Nationalmannschaft
King wurde sechsmal in die liberianische Nationalmannschaft berufen. Nach dem WM-Qualifikationsspiel in Senegal im Juni 2008 wurde er bei der Dopingkontrolle positiv auf ein Glukokortikoid getestet und für fünf Monate gesperrt.